# Lorandita
La lorandita es un mineral de la clase de los minerales sulfuros. Fue descubierta en 1894 en la región de Roszdan (Macedonia del Norte), siendo nombrada así en honor de Loránd Eötvös, científico húngaro.
Químicamente es un complejo sulfuro-arseniuro de talio, anhidro.

## Formación y yacimientos
Aparece como mineral secundario en zonas de alteración hidrotermal, típico de baja temperatura. Aunque es un mineral raro, es el mineral de talio de más amplia distribución por todo el mundo.
Suele encontrarse asociado a otros minerales como: estibina, rejalgar, oropimente, cinabrio, vrbaíta, greigita, marcasita, pirita, tetraedrita, esfalerita antimoniosa, arsénico o barita.

## Uso y precacuciones
Puede ser extraído en minería como mena de talio. Contiene talio y arsénico, ambos tóxicos, por lo que se debe utilizar guantes y lavar las manos tras su manipulación; se debe evitar inhalar el polvo cuando se fracturan y nunca ingerir.